# Moski
 (octobre 2018).
Si vous disposez d'ouvrages ou d'articles de référence ou si vous connaissez des sites web de qualité traitant du thème abordé ici, merci de compléter l'article en donnant les références utiles à sa vérifiabilité et en les liant à la section « Notes et références ».
Moski, pseudonyme de David Adamowski, est un auteur de bande dessinée français né le 18 septembre 1966 à Briey (Meurthe-et-Moselle).

## Biographie
Il a créé Moustic aux éditions Dargaud et a dessiné deux albums d'Achille Talon sur les scénarios de Pierre Veys.

## Publications
- Moustic, Dargaud :

1. Bon millénaire M’sieur Luberlu !, 2001[1].
2. Babybug, 2002.
3. Petits Frissons d’Halloween, 2002.
4. Le Diamant soleil, 2003.
5. Ernest le héros, 2004.
6. Pas de panique !, 2006.

- Achille Talon (dessin), avec Pierre Veys (scénario), Dargaud :

1. Achille Talon crève l'écran, 2007.
2. Achille Talon n'arrête pas le progrès, 2009.

### Littérature jeunesse
La fille du père Fouettard aux éditions du Bastberg (Auteur : Frédéric Magnan)